# Pataria mediolańska
Uzasadnienie: Obydwa artykuły opisują to samo zjawisko
Pataria mediolańska – XI-wieczny ruch religijny zwolenników dobrowolnego ubóstwa, nawiązujący do tradycji wczesnego chrześcijaństwa, powstały w Lombardii, przeciwny symonii, nepotyzmowi oraz nikolaizmowi wśród kręgów duchownych. Zapoczątkowany przez średnie rycerstwo stał w opozycji wobec ówczesnego arcybiskupa Mediolanu Gwidona da Velate. Był ostoją programu reform gregoriańskich zmierzających do emancypacji Kościoła spod władzy cesarskiej w Italii.
Początki patarii datuje się na rok 1058, kiedy to doszło po raz pierwszy do starć pomiędzy zwolennikami przepychu, splendoru i bogactwa w Kościele, stronnikami reformy przeprowadzonej wedle zasad głoszonych przez Ewangelię. Kilkukrotnie dochodziło do nowych zrywów reformatorów, gdy w 1071 Anzelm da Baggio został wybrany przez kardynałów na papieża i pod imieniem Aleksandra II przez 12 lat piastował tę godność. Była to pierwsza nominacja papieska przez grupę duchownych niepodporządkowanych cesarzowi (są to początki konklawe). Delegat cesarski został jedynie poinformowany o wyborze papieża bez żadnego wpływu na elekcję następcy św. Piotra. Członkowie tego prądu często podkreślali swoje antyniemieckie stanowisko, które miało pomóc w zjednoczeniu się podczas walki o uwolnienie się spod wpływów cesarskich.
Początkowo wśród popleczników patarii znalazło się wielu pustelników realizujących zasady ubóstwa w duchu odnowy religijnej. Zostawali oni często członkami nowo tworzonych zakonów: cystersów, norbertanów (premonstratensów) oraz kamedułów. Po wypełnieniu stawianych sobie zadań ruch ten zanikł, jednak nie na długo.
Gdy zakończyła się walka papiestwa z Cesarstwem o inwestyturę uwieńczona konkordatem wormackim w roku 1122 pataria ponownie znalazła wielu zwolenników, którzy tym razem występowali przeciwko Kościołowi. Prześladowani przez władze świeckie na polecenie papiestwa zaczęli tworzyć własne gminy. W połowie wieku XII przeciwnicy rozluźnienia stosunków kościelnych obrali na swego przywódcę kanonika regularnego Arnolda z Brescii. Innymi przejawami patarii występującej na ziemiach południowej Francji byli katarzy. Odłam ten, uznany za herezję, przeciwstawiał się ciągle zbytkowi i zachłanności duchownych, których kwalifikacje i wiedza często pozostawiały wiele do życzenia.
Podsumowując działalność patarii można stwierdzić, iż jej zwolennicy zawsze stali w opozycji wobec rozprzężenia w Kościele. W ten sposób początkowo popierając papiestwo, które chętnie odwoływało się do głosów i oręża średniego rycerstwa, stało się już pod koniec XII wieku jego przeciwnikiem. Próbując wielu sposobów władze kościelne starały się zniszczyć opozycję nie unikając przemocy. W okresie powstawania zakonów żebrzących zwolennicy ubóstwa wchodzą w skład konwentu franciszkanów oraz waldensów.